# Nothing Less
Nothing Less is het eerste studioalbum van de Nederlandse popgroep Krezip. Het album kwam uit in juni 2000 op het label van Warner Music. Dit album betekende de grote doorbraak van Krezip in Nederland. Het nummer I Would Stay heeft 3 weken op nummer 1 gestaan in de Nederlandse Top 40. De overige singles, Won't Cry, All Unsaid en Everything and More, werden geen hits.

## Nummers
1. "All Unsaid" - 3:07
2. "Won't Cry" - 3:14
3. "Give My Life" - 3:27
4. "I Would Stay" - 3:50
5. "Protection" - 2:46
6. "Why Do I" - 3:59
7. "Thought That You Would Be" - 2:42
8. "Get It On" - 3:55
9. "Everything and More" - 4:05
10. "Happy Now" - 3:39
11. "I'll Be Gone" - 2:42
12. "Let It Go" - 3:03
13. "Fine" - 4:20
14. "(hidden track)" - 1:53

## Artiesten
- Jacqueline Govaert - Zang
- Anne Govaert - Gitaar
- Joost van Haaren - Basgitaar
- Annelies Kuijsters - Gitaar
- Thijs Romeijn - Drums